# Mammon

Evelyn De Morgan (1909) : A Mammon Imádata

A mammon jelentése: vagyon, tulajdon. Az Újszövetségben Jézus úgy beszél a Mammonról, mint valami személyről, démoni hatalomról, melynek szolgálata Isten szolgálatával ellenkezik. A középkorban is gyakran megszemélyesítették, mint egy istenséget, néha szerepel a pokol hét hercege egyikeként.

## Etimológiája
A Mammon szó a magyar nyelvben nem szerepel, viszont gyökerei a késői latin mammona 'gazdagság' szóhoz nyúlnak vissza, amit nagy részben a Vulgatában használtak (együtt Tertullianus mammonas kifejezésével). Egyes elméletek szerint ez a görög μαμωνᾶς szóból van kölcsönözve, mely megjelenik az Újszövetségben, amely úgy szint kölcsönzi e szó valódi eredetét az arámi מָמוֹנָא māmōnā szóból, egy nyomatékos szó a 'gazdagságra, nyereségre', ami valószínűleg egy szír tájszólásból ered. Viszont, mivel nem világos a korabeli arámi nyelv formája, ezért ezek mind csak spekulációk. A szó megjelenhetett a Kánaáni nyelvekben: az Ószövetségben nem szerepel, de említéseket találtak róla a Holt-tengeri tekercsekben; poszt-biblikus zsidó szó, māmōn; és Hippói Szent Ágoston szerint, a punok használták is ezt a formáját a szónak, mint mammon 'nyereség'. Feltételezések szerint az arámi māmōn szó egy jövevényszó volt az óhéber ממון (mamôn) szóból, melynek jelentése pénz, gazdagság, vagy birtoklás, emellett még ezt is jelenthette „az akiben mi bízunk”.
Az Újszövetség szerint, a görög "Mammon" szó μαμμωνᾷ-ként van írva a hegyi beszédben, Máté 6:24-ben, és μαμωνᾶ-ként (μαμωνᾶς-ból) Lukács 16:9, 11, 13 verseiben, a hűtlen sáfár példázatában. A Novum Testamentum Graece 27. kiadásában a μαμωνᾶ szó mind a négy helyen szerepel, semmilyen szövegbeli eltéréssel, ezáltal ellehetetlenítve az elfogadott Újszövetségben megjelenő részt, a Máté 6:24-ben. A görög-angol lexikonban minden kiejtés felsorolásra kerül, azt mutatván, hogy mindegyik csak az Újszövetségben fordul elő, sehol máshol az ősi görög irodalomban. A μαμμωνᾷ szó egy szír istenségre utalhat, „Gazdagság istene”; a μαμωνᾶς szó az arámi [ממון]-ból van átírva, amely úgyszint „gazdagságot” jelent. Az angol New King James Biblia a "mammon"-t használja mindkét görög szóra.
Az angol Revised Standard Biblia úgy írja le, mint „egy szemita szó, amely pénzt vagy gazdagságot jelent”. A Nemzetközi Gyermekek Bibliája (NGyB) a következő megfogalmazást használja „Nem lehet egyszerre Istent és a pénzt is szolgálni”.
A keresztények elkezdték használni a mammont, mint egy pejoratív kifejezést, amit arra használtak, hogy leírják a torkosságot, túlzott materializmust, a kapzsiságot, igazságtalan világi nyereséget.

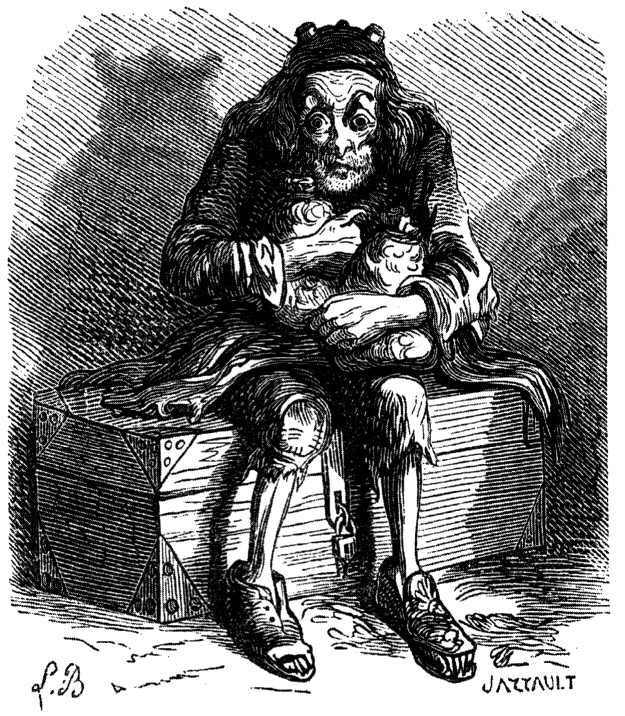
Mammon, Collin de Plancy: Dictionnaire Infernal

„Ne gyűjtsetek magatoknak kincseket a földön, ahol a moly és a rozsda megemészti, és ahol a tolvajok kiássák és ellopják, hanem gyűjtsetek magatoknak kincseket a mennyben, ahol sem a moly, sem a rozsda nem emészti meg, és ahol a tolvajok sem ássák ki, és nem lopják el.Mert ahol a kincsed van, ott lesz a szíved is.Senki sem szolgálhat két úrnak. Mert vagy az egyiket gyűlöli és a másikat szereti; vagy az egyikhez ragaszkodik és a másikat megveti. Nem szolgálhattok Istennek és a Mammonnak.”

– Máté 6:19-21, 24, KJV

A mammon korai említései az Evangéliumra utalnak pl., Didascalia, „De solo Mammona cogitant, quorum Deus est sacculus"; és Hippói Szent Ágoston, "Lucrum Punice Mammon dicitur” (Hegyibeszéd, ii).

## Megszemélyesítések
Nüsszai Szent Gergely azt állította, hogy Mammon egy másik név Belzebub-ra.
A 4. században Cyprianus és Szent Jeromos arra hivatkoznak, hogy a mammon a mohóság jelképe, egy gonosz mester, mely rabul ejt; Aranyszájú Szent János is megszemélyesíti mammont, mint a kapzsiságot.
A középkorban a Mammont gyakran megszemélyesítették, mint a gazdagság, s a kapzsiság démonját. Így Petrus Lombardus (II., 6 ker.) azt mondja, hogy "A gazdagság a démon nyelvén van híva, név szerint Mammon, Mammon a gonosz neve, mellyel a gazdagságot hívják – szír nyelv szerint". Piers Plowman is istenségként említi Mammont. Lyrai Miklós így vélekedik: "Mammon est nomen daemonis" (Mammon a démon neve).
Albert Barnes a Megjegyzések az Újszövetségről című könyvében kimondja, hogy a Mammon egy bálványra vonatkozó szír szó volt, melyet a gazdagság isteneként imádtak, személye hasonló volt a görög Plutoszéhoz.
Nincs nyoma, azonban egyetlen szír istennek sem, melynek ez lett volna a neve, és a közös irodalom szerint, a nevét a kapzsisággal való egyesítésével, valószínűleg Edmund Spenser A tündérkirálynő című művéből ered, ahol Mammon felügyel egy barlangot, ahol a világi kincsek találhatóak. John Milton Elveszett Paradicsom-ában ír egy bukott angyalról, aki mindennél jobban imádja a földi kincseket.
Későbbi okkultista írások, mint például Jacques Collin de Plancy, Dictionnaire Infernal-ja úgy írja le Mammont, mint a Pokol angliai nagykövetét. Thomas Carlyle számára a Múlt és Jelenben, a „Mammonizmus evangéliuma” egy szimpla metaforikus megszemélyesítéssé vált a 19. század materializmusi ideálok számára.
Mammon némileg hasonlít a görög istenre, Plutoszra, és a görög-római Hadészre a leírásában, és valószínű, hogy valamikor az ő alapjukra támaszkodva született; különösen, mivel Plutosz megjelenik az Isteni színjátékban, mint egy a gazdagságot szimbolizáló farkas-démon, mivel a farkasokat a gazdagsággal szimbolizálták a középkorban. Aquinói Szent Tamás átvitt értelemben leírja a kapzsiság bűnét, mint "Mammont egy farkas hozza fel a pokolból, azért, hogy mohósággal gyújtson lángot az emberi szívben".
Az 1880-1925-ös időszakban a szociális evangéliumi mozgalom hatása alatt az amerikai populisták a "Mammon"-t különös tekintettel az összevont vagyonra, a banki hatalomra és a New York-i Wall Street-en állomásozó intézményekre használták, mint bélyegszót.

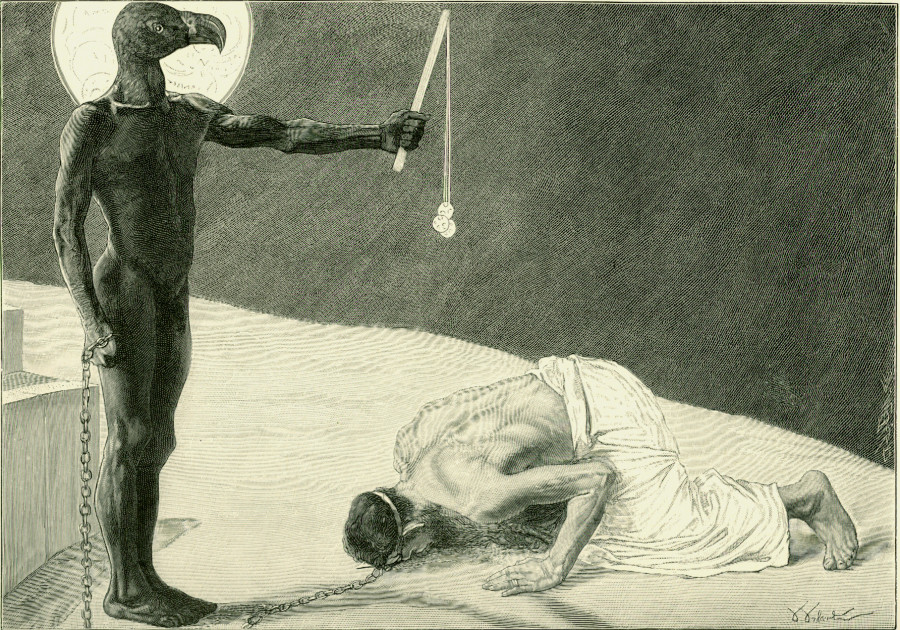
Mammon és a rabszolgája

## Jelentése a különböző nyelvekben
- "Mamona" (néha "mamuna") szinonimája a mammonnak a szlávok között. Jelenleg a szót átvitt értelemben használják a lengyel nyelvben a pénz szinonimájaként. A szlovák mamonár szót néha a kapzsi emberre használják.
- A "mammona"-t elég gyakran használják a finn és észt nyelvekben is, az anyagi jólét szinonimájaként.
- A német "mammon" szó egy köznyelvi kifejezés a "pénzre".[22]

## A populáris kultúrában
Különböző karakterek, démonok viselik ezt a nevet könyvekben, filmekben, TV és anime sorozatokban és videójátékokban.

## Fordítás
- Ez a szócikk részben vagy egészben  a   Mammon című angol Wikipédia-szócikk fordításán alapul.  Az eredeti cikk szerkesztőit annak laptörténete sorolja fel. Ez a jelzés csupán a megfogalmazás eredetét és a szerzői jogokat jelzi, nem szolgál a cikkben szereplő információk forrásmegjelöléseként.

## Külső hivatkozások
- Katolikus Lexikon: Mammon
- A Zsidó Enciklopédia: Mamon
- Encyclopædia Britannica: Mammon Archiválva 2008. június 22-i dátummal a Wayback Machine-ben